# Charles W. Morris
Pour les articles homonymes, voir Charles Morris et Morris.
Charles W. Morris, né le 21 mai 1903 à Denver au Colorado et mort le 15 janvier 1979 à Gainesville en Floride, est un sémioticien et philosophe américain.

## Biographie
Fils de Charles William et Laura (Campbell) Morris, Charles William Morris est né le 23 mai à Denver, dans le Colorado.
Après une licence en ingénierie à l'université Northwestern, Morris obtient un doctorat en philosophie à l'université de Chicago sous la direction de George Herbert Mead, pragmaticien et fondateur de la psychologie sociale. Morris enseigne à l'université Rice de 1925 à 1931, puis à l'université de Chicago de 1931 à 1958, enfin à l'Université de Floride. Il est président de la Western Division de l’American Philosophical Association, et membre de l’Académie américaine des arts et des sciences.
Au cours des années 1930, Morris aide un certain nombre de philosophes allemands et autrichiens à immigrer aux États-Unis, en particulier Rudolf Carnap ; ils seront collègues de 1936 à 1952. Morris participe au mouvement appelé Unity of Science, et est rédacteur associé de l’International Encyclopedia of Unified Science. Il est proche du Cercle de Vienne et de son empirisme logique, et développe une forme originale du pragmatisme. Simultanément, il écrit de la poésie et appelle à de nouvelles formes de croyance religieuse.

## Sémiotique
L'approche de Morris par rapport à la sémiotique divise ce sujet en trois parties : la syntaxe, la sémantique et la pragmatique. Il propose une triple division du signe sémiotique entre le « vecteur du signe » (sign vehicle), le « designé » (designatum) et l'« interpréteur » (interpreter) ; cette trichotomie apparaît pour la première fois dans son ouvrage intitulé Foundations of the Theory of Signs (« Fondements de la théorie du signe »). Cette sémiotique ainsi structurée semble devoir beaucoup à Charles Sanders Peirce. Pourtant certains adeptes de Peirce ont accusé Morris d'avoir lu Peirce superficiellement, à travers les verres déformants du béhaviorisme morrisien. Alors que Peirce envisageait une philosophie sémiotique basée sur des catégories universelles de la perception et sur l'hypothèse que « toute pensée est signe », Morris voulait développer une science des signes « sur une base biologique et particulièrement dans le cadre de la science du comportement ».

## Œuvres
Sémiotique :
- Foundations of the Theory of Signs (1938). Tr. fr. des 3 premiers paragraphes de l'article original : « Fondements de la théorie des signes », Langages, vol. 35 (septembre 1974), pp. 15–21, Didier-Larousse, Paris.
- Signs, Language, and Behavior (1946)
- Signification and Significance (1964)
- Writings on the General Theory of Signs (1971)

Philosophie : 
- Mind, Self, and Society (1934), regroupement de conférences de George Herbert Mead
- (en) Logical Positivism, Pragmatism And Scientific Empiricism, Paris, Hermann, 1937 (lire en ligne)
- Paths of Life: Preface to a World Religion (1942)
- The Open Self (1948)
- Varieties of Human Value (1956)
- The Pragmatic Movement in American Philosophy (1970)
- Six Theories of Mind
- Logical Positivism, Pragmatism, and Scientific Empiricism